# 3. центар за обуку (Јаково)
Трећи центар за обуку Војске Србије налази се око 30 километара југозападно од Београда, у месту Јаково, у касарни „Мајор Милан Тепић“.
Командант центра је потпуковник Радомир Александрић.
Трећи центар за обуку је намењен за реализацију основне обуке са војницима на одслужењу војног рока у I фази  периода-периода индивидуалне обуке, према јединственом плану и програму основне обуке војника. За извршење задатака прве мисије Војске Србије, на територијалном принципу формира Београдску бригаду.

## Задаци
- реализација основне обуке војника на одслужењу војног рока, професионалних војника и војника у резерви;
- организовање и реализација курсева усавршавања професионалног кадра;
- реализација стратегије и смерница за индивидуалну обуку и обуку територијалних снага;
- оцењивање (сертификација) обучености војника након завршене фазе основне обуке.

## Обука
У центру се реализује основна обука војника свих специјалности у I фази  периода-периода индивидуалне обуке, према јединственом плану и програму основне обуке војника. Због указаних потреба у центру се реализује и стручно-специјалистичка обука војника-стрелаца (рода пешадије) у оквиру II фазе I периода обуке.
Структура обуке:
- Војностручна обука (тактичка обука, ватрена обука, правило службе и стројева обука),
- Физичка обука и
- Морал.

Трајање обуке:
Фаза основне обуке (I фаза I периода-периода индивидуалне обуке), траје 6 недеља, односно 30 радних дана или 180 часова.
Циљ основне обуке:
Основна обука је јединствена за све и циљ је стварање поузданог, физички спремног и мотивисаног војника, који поседује квалитете потребне за борбу и основне вештине да би преживео на бојном пољу и функционисао као члан тима или посаде.

## Традиције
- Трећи центар за обуку формиран је 28. фебруара 2007. године.
- За дан јединице је одређен 1. новембар, у знак сећања на дан када је Прва српска армија ослободила Београд, 1. новембра 1918. године.[тражи се извор]